# 奧爾克塔
奧爾克塔（西班牙語：Horqueta），是巴拉圭的城鎮，位於該國東北部，由康塞普西翁省負責管轄，始建於1793年5月10日，距離亞松森428公里，面積2,889平方公里，海拔高度127米，2002年人口55,882，人口密度每平方公里18人。